# Светлина (Бургаська область)
Светлина́ (болг. Светлина) — село в Бургаській області Болгарії. Входить до складу общини Средець.

## Населення
За даними перепису населення 2011 року у селі проживали 264 особи.
Національний склад населення села:
| Національність   | Кількість осіб | Відсоток |
| ---------------- | -------------- | -------- |
| болгари          | 222            | 89,9%    |
| турки            | 8              | 3,2%     |
| цигани           | 4              | 1,6%     |
| інша             | 13             | 5,3%     |
| не визначились   | 0              | 0%       |
| Всього відповіли | 247            |          |

Розподіл населення за віком у 2011 році:
Динаміка населення: